# Abdelkader Jalal
Abdelkader Jalal (en arabe : عبد القادر جلال), né le 15 juin 1915 à Casablanca et mort le 31 août 1997 dans la même ville, est un footballeur et entraîneur de football marocain évoluant au poste de milieu défensif et de gardien de but. Après sa retraite, il est reconverti en encadreur et entraîneur de football et de handball,.

## Biographie

### Jeunesse
Abdelkader Jalal est né en 1922, d'autres sources affirment que sa vraie date de naissance est en 1915 ou 1919. Il vit avec sa mère au sein d'une famille modeste dans l'une des ruelles de l'ancienne Médina de Casablanca.

### Carrière footballistique

#### Débuts
Avec des sympathisants dont nottament feu Elmehdi Fayz, Abdelkader a commencé très jeune sa carrière de footballeur dans son quartier d'origine l'ancienne médina avec les équipes de rues.

#### Idéal
En 1934, Jalal et Benbarek seront transférés par le club des colons espagnols l'Idéal CM, et formeront un trio avec Marcel Cerdan, champion du monde poids moyens de boxe anglaise qui défendait également les couleurs de cette équipe qui participait régulièrement au Championnat du Maroc de football de la LMFA. Jalal a bénéficié également d'une formation d'entraîneur et des entraînements en différents sports du fait que le club était omnisports.

#### Wydad AC
Après sa création, Abdelkader rejoint le nouveau club des nationalistes marocains (dite aussi l'équipe des musulmans et l'équipe des indigènes) le Wydad AC.
Au sein du WAC, il pratiqua son expérience de sa formation omnisports, au début le Water-polo en 1937 et le basketball en 1938. Et ce n'est qu'au 19 que la section de football est créée. Jalal y passe 12 ans au WAC, au cours desquels il a excellé en tant que milieu défensif et aussi comme gardien de but remplaçant de Mohamed Oueld Aïcha. Certains spectateurs l'ont notamment surnommé « Lâazba » parce qu'il a réussi à garder le filet de l'équipe du WAC, propre pendant ses participations dans ce poste lors de la saison 1941-1942, en compagnie de plusieurs joueurs qui formait la première génération des Rouges encadrés par l'entraîneur et éducateur Père Jégo, avec qui Jalal avait une relation étroite. Abdelkader fait partie des rares joueurs sacré vainqueurs des titres avec le WAC en plusieurs sports; water-polo, basketball, football et même le handball.
Lors de la saison 1948-1949, il entraîna l'équipe juniors du Wydad, et remporta avec eux le Championnat du Chaouia (Juniors), Championnat du Maroc (Juniors) et la Ligue des champions de l'ULNA (Juniors).

#### Raja CA
Quelque temps après, il rejoint le banc touche du Raja Club Athletic, qui a notamment été fondé juste après son sacre nord-africain avec le WAC. Dès 1949, il joue et s'occupe en même temps de toutes les catégories d'âge du Raja jusqu'en 1954, l'année où il va finir sa carrière de joueur va prendre les rênes de l'équipe première dans la division pré-honneur.
Après l'indépendance, Abdelkader Jalal devient le premier entraîneur à diriger le Raja en première division. Mais juste pour une saison, à la suite de l'arrivée du Père Jégo quelque temps après en 1957, Jalal sera l'entraîneur adjoint du club et en même temps encadreur des jeunes. Amoureux de la formation et de l'encadrement, il formera plusieurs générations qui ont enchanté les masses avec leurs performances footballistiques haut de gamme.
Figure emblématique de l'histoire du club et surnommé « l'éleveur des générations », il occupera ce poste de directeur de la formation jusqu'en 1989, après un accident survenu le 23 mai qui lui coûta sa main gauche.

### Carrière en handball
Abdelkader Jalal pratiquait le handball en parallèle avec le football au club de l'idéal et au Wydad. En 1977, il fera partie des fondateurs de Rabita de Casablanca au quartier de Derb Ghallef, c'est lui qui choisira le nom du club.
Il s'occupera ensuite des équipes de jeunes du Raja Club Athletic.

## Palmarès

### Football

#### En tant que joueur
Avec l'Idéal
- Coupe du Trône
  - Finaliste : 1935

Avec le Wydad
- Botola (Division Honneur) (2)
  - Champion : 1948, 1949

- Botola (Division Pré-honneur) (1)
  - Champion : 1942

- Botola Promotion (Groupe Centre) (1)
  - Champion : 1942

- Supercoupe du Maroc (4)
  - Vainqueur : 1940, 1946, 1948, 1949

- Coupe d'Ouverture (2)
- Vainqueur : 1947/48, 1948/49

- Coupe d'Élite du Maroc (2)
- Vainqueur : 1945/46, 1947/48

- Coupe de Casablanca (2)
- Vainqueur : 1947/48, 1948/49

- Ligue du Chaouia (1)
- Champion : 1945/46

- Critérium du Maroc (ZS) (1)
- Champion : 1945/46

Ligue des champions de l'ULNAF (3)
- Vainqueur : 1948, 1949

Coupe des vainqueurs de l'ULNAF (1)
- Vainqueur : 1948/49

Supercoupe de l'ULNAF (2)
- Vainqueur : 1947/48, 1948/49

Compétitions amicales :
- Tournoi de Noël (2)
  - Vainqueur : 1944, 1945

- Tournoi Fête Aïd Seghir (1)
  - Vainqueur : 1941

- Tournoi Fête Mouloud (1)
  - Vainqueur : 1941

- Tournoi Fête du Trône (1)
  - Vainqueur : 1941

- Tournoi Nouvel An (1)
  - Vainqueur : 1944

- Tournoi de Rabat (1)
  - Vainqueur : 1946

- Tournoi de Sixte (1)
  - Vainqueur : 1946

Avec le Raja
- Botola (Première Division)
  - Vice-champion : 1952/53

### En tant qu'entraîneur
Avec le Wydad
- Botola - Juniors (Division Honneur) (1)
  - Champion : 1949

- Botola du Chaouia (Juniors) (1)
  - Champion : 1949

- Ligue des champions de l'ULNA (Juniors) (1)
  - Vainqueur : 1949